# アベクカンパニー
株式会社アベクカンパニー（AVEC COMPANY）は、かつて東京都にあったテレビドラマの制作を中心とする制作プロダクション会社。映像制作業務を終了し、千葉県山武市にて著作権管理を行う。

## 概要
社長でもある阿部祐三は、元々は、木下プロダクション（ドリマックス・テレビジョンの前身）に所属し、創立から携わっていた。1988年に退社し、アベクカンパニーを立ち上げた。
1991年4月期にフジテレビの『木曜劇場』枠で放送された『もう誰も愛さない』の大ヒットでアベクカンパニーの名前が世に知られ、大映テレビや東海テレビ制作の昼ドラマに代表される“愛憎ドロドロ劇”テイストの恋愛ドラマを数多く制作。そのドラマの特色は“ジェットコースター的ドラマ”と呼ばれている。その一方で、『毎度ゴメンなさぁい』などアクションやお色気も盛り込んだ破天荒なコメディドラマも多数製作している。
1998年には反町隆史主演のドラマ『GTO』が大ヒットした。
現在はプロダクション業務を終了し、過去作品の著作権管理を業とし、法人としては存続している。

## 所属スタッフ
- 阿部祐三（社長）

## かつて所属していたスタッフ
- 楠田泰之
- 赤羽博
- 飯島真一
- 和田豊彦
- 飯塚正彦（現 IMO社長）
- 柴崎正
- 松井洋子
- 中島悟（現 日本テレビ）
- 位部将人
- 鈴木和晶
- 井下倫子
- 今田良輔
- 秋元孝之（現 オフィスクレッシェンド）
- 金澤麻樹
- 江口正和
- 森谷雄（現 アットムービー代表取締役）

## 主な制作作品
- 泣くなセン!燃える男 〜星野仙一物語（1988年、TBS）
- オトコだろッ!（1988年、フジテレビ）
- ゴメンドーかけます（1989年、フジテレビ）
- 平成元年愛情物語（1989年、日本テレビ）
- びんた（1990年、TBS）
- キモチいい恋したい!（1990年、フジテレビ）
- もう誰も愛さない（1991年、フジテレビ）
- 愛さずにいられない（1991年、日本テレビ）
- あなただけ見えない（1992年、フジテレビ）
- 素敵にダマして!（1992年、日本テレビ）
- 逃亡者（1992年、フジテレビ）
- キライじゃないぜ（1992年、TBS）
- あの日に帰りたい（1993年、フジテレビ）
- もう涙は見せない（1993年、フジテレビ）
- 毎度ゴメンなさぁい（1994年、TBS）
- 半熟卵（1994年、フジテレビ）
- 生きていてママ（1994年、TBS）
- 毎度おジャマしまぁす（1995年、TBS）
- 世界でいちばん優しい音楽（1996年、関西テレビ放送）
- おひさまがいっぱい（1996年、TBS）
- ママだって夏休み（1997年、NHK）
- フェイス（1997年、関西テレビ放送）
- ドンウォリー!（1998年、関西テレビ放送）
- GTO（1998年、関西テレビ放送）
- お嬢様は名探偵（1998年、NHK）
- 恋の奇跡（1999年、テレビ朝日）
- 救急ハート治療室（1999年、関西テレビ放送）
- 僕んちのロングバケーション（2000年、NHK教育）
- FLY 航空学園グラフィティ（2000年、NHK）
- 20歳の結婚（2000年、TBS）
- 2001年のおとこ運（2001年、関西テレビ放送）
- 春ランマン（2002年、関西テレビ放送）
- 逮捕しちゃうぞ（2002年、テレビ朝日）
- ホットマン（2003年、TBS）
- ホットマン2（2004年、TBS）
- クニミツの政（2003年、関西テレビ放送）
- 霊感バスガイド事件簿（2004年、テレビ朝日）
- 刑事吉永誠一 涙の事件簿シリーズ（2004年 - 2016年、テレビ東京・ホリプロ）
- ジイジ〜孫といた夏〜（2004年、NHK）
- 星野仙一物語 〜亡き妻へ贈る言葉（2005年、TBS）
- 貞操問答（2005年、TBS）
- 喰いタン - 食通探偵の推理紀行-（2006年、日本テレビ）
- 探偵学園Q（2006年、日本テレビ）
- BOYSエステ（2007年、テレビ東京）
- ドリーム☆アゲイン（2007年、日本テレビ）
- 夢の見つけ方教えたる!（2008年、フジテレビ）
- 先生はエライっ!（2008年、日本テレビ）
- 正義の味方（2008年、日本テレビ）
- オー!マイ・ガール!!（2008年、日本テレビ）
- 神の雫（2009年、日本テレビ）

## その他
*アベクカンパニー製作のテレビドラマ作品の大半には研音所属のタレントがよく出演している。アベクは研音グループではないものの同社との関係は深いものと思われる。